# Fantasia International Film Festival
Il Fantasia International Film Festival (noto anche come Fantasia-fest, FanTasia o Fant-Asia) è un festival cinematografico di genere fantasy che si svolge a Montreal dalla sua fondazione, avvenuta nel 1996. Si tiene regolarmente nel mese di luglio o di agosto di ogni anno.

## Storia del festival
Fin dalla sua fondazione, il festival si è incentrato molto sulla presentazione di film orientali. Fra gli altri, opere destinate a diventare molto importanti come Ring o Uzumaki sono state proposte per la prima volta al pubblico nordamericano proprio in questa sede. Nel corso degli anni, registi di numerosissime nazionalità diverse hanno avuto modo di presentare le loro opere in questa sede, tra cui non mancano anche autori molto noti come Quentin Tarantino con Bastardi senza gloria. A causa della pandemia di Covid-19, le edizioni del 2020 e del 2021 del festival si sono svolte esclusivamente online.

## Impatto culturale
Negli anni il festival ha acquisito una reputazione tale da essere definito uno dei più importanti del settore nel Nord America, nonché uno dei più importanti festival cinematografici canadesi.